# Social-Democratas (Irlanda)
Os Social-Democratas (em inglês: Social Democrats; em gaélico: Daonlathaigh Shóisialta) é um partido político da República da Irlanda.
O partido foi fundado a 15 de Julho de 2015 por 3 deputados independentes, Stephen Donnely, Catherine Murphy e Róisin Shortall, que irão liderar, conjuntamente, o partido até às eleições de 2016.
O partido situa-se no centro-esquerda, seguindo uma linha social-democrata e defendendo o modelo social-democrata escandinavo, além de ser contra os impostos na Água.

## Resultados eleitorais

### Eleições legislativas
| Data | CI. | Votos   | %           | +/- | Deputados | +/- | Status   |
| ---- | --- | ------- | ----------- | --- | --------- | --- | -------- |
| 2016 | 6.º | 64 094  | 3,0 / 100,0 |     | 3 / 158   |     | Oposição |
| 2020 | 6.º | 63 397  | 2,9 / 100,0 | 0,1 | 6 / 160   | 3   | Oposição |
| 2024 | 4.º | 106 028 | 4,8 / 100,0 | 1,9 | 11 / 174  | 5   |          |